# Нур Мухамед Тараки
Нур Мухамед Тараки (паштунски: نور محمد ترکی‎; 14. јул 1917 — 9. октобар 1979) је био авганистански револуционарни комунистички политичар, новинар и писац. Био је један од оснивача Народне демократске партије Авганистана (НДПА) и њен генерални секретар од 1965. до 1979. и председник Револуционарног већа од 1978. до 1979. године.

## Биографија
Тараки је рођен у Нави, провинција Газни, а основно и средње образовање стекао је у округу Пишин у Белуџистану и дипломирао на Универзитету у Кабулу, након чега је започео политичку каријеру као новинар. Од 1940-их надаље Тараки је такође писао романе и кратке приче у стилу социјалистичког реализма. Формиравши НДПА у својој резиденцији у Кабулу заједно са Бабраком Кармалом, изабран је за генералног секретара партије на њеном првом конгресу. Кандидовао се као кандидат на авганистанским парламентарним изборима 1965. године, али није успео да освоји место. Године 1966. објавио је „Халк”, партијске новине које се залажу за класну борбу, али их је влада убрзо након тога забранила. Године 1978. он, Хафизула Амин и Бабрак Кармал покренули су Саур револуцију и успоставили Демократску Републику Авганистан.
Таракијево вођство било је кратког века и обележено контроверзама. Влада је била подељена између две фракције НДПА: халкиста (предвођених Таракијем), већина, и Парчамиста, мањина. Тараки је заједно са својим „штићеником“ Амином започео чистку владе и странке која је довела до тога да је неколико високорангираних чланова Парчамицте послато у де факто изгнанство тако што им је додељено да служе у иностранству као амбасадори, а касније је почео да затвара домаће Пархамицте. Његов режим је затварао дисиденте и надгледао масакре сељана, позивајући се на неопходност црвеног терора по узору на бољшевике у Совјетској Русији, односно да противници Саур револуције морају бити елиминисани. Ови фактори су, између осталих, довели до реакције јавности која је покренула побуну. Упркос поновљеним покушајима, Тараки није успео да убеди Совјетски Савез да интервенише у циљу подршке обнови грађанског поретка. Амин је иницирао већину ових политика иза сцене.
Таракијева владавина је била обележена култом личности којег је Амин неговао. Државна штампа и каснија пропаганда почели су да га називају „великим вођом“ и „великим учитељем“, а његов портрет је постао уобичајен призор широм земље. Његов однос са Амином се покварио током његове владавине, што је на крају резултирало Таракијевим свргавањем 14. септембра 1979. и каснијим убиством 8. октобра по Аминовом наређењу, а штампа у Кабулу је објавила да је умро од болести. Његова смрт је била фактор који је довео до совјетске интервенције у децембру 1979. године.